# Ensemble Bleicherstraße
Das Ensemble Bleicherstraße befindet sich in Bremen, Stadtteil Mitte, Ortsteil Ostertor, Bleicherstraße 10 bis 24. Das Ensemble entstand von 1843 bis 1857 nach Plänen von verschiedenen Architekten. 
Es steht seit 1973 unter Bremer Denkmalschutz.
Die Bleicherstraße führt in Ost-West-Richtung von der Deichstraße bis zum Goetheplatz. Sie wurde um ab 1840 angelegt und benannt nach der großen Wäschebleiche, die hier stattfand.

## Geschichte
Nur 50 Häuser befanden sich zu Beginn des 19. Jahrhunderts noch in offener Bauweise vor dem Ostertor. 1849 wurden Gebiete vom Ortsteil Ostertor eingemeindet und die Bürger erhielten das volle Bürgerrecht von Bremen. Etwa 100 bis 150 Reihenhäuser wurden in den 1850er Jahren neu erbaut. 
Die zweigeschossigen symmetrischen Vorstadthäuser mit Putzfassaden und den Walmdächern wurden ab 1843 bis 1857 im Stil des Klassizismus erstellt.
 
Der Bauunternehmer Hinrich Depken baute 1843 eine Baugruppe (Nr. 14, 18, 20, 22, 24) von Doppelhäusern  in nunmehr geschlossener Bauweise für die Oberschicht. Haus Nr. 12 entwarf 1852 Johann Heinrich Willig; Nr. 10 stammt von 1857.
Der im Stadtteil häufig vorkommende Häusertyp Bremer Haus wurde in Bremen zwischen der Mitte des 19. Jahrhunderts und den 1930er Jahren errichtet. Charakteristisch sind das Souterrain als Tiefparterre, die tiefe Gebäudeform und der seitliche Eingang.
 
Diese Häuser  weichen mit ihrem Mitteleingang mit der Eingangstreppe zum Hauptgeschoß davon ab.

Die Wohnhausgruppe Bleicherstraße Nr. 41/57 entstand danach um 1865 an derselben Straße. 
Heute (2018) werden die Häuser für Wohnzwecke, aber auch als Büro, Kita und Praxis genutzt.  

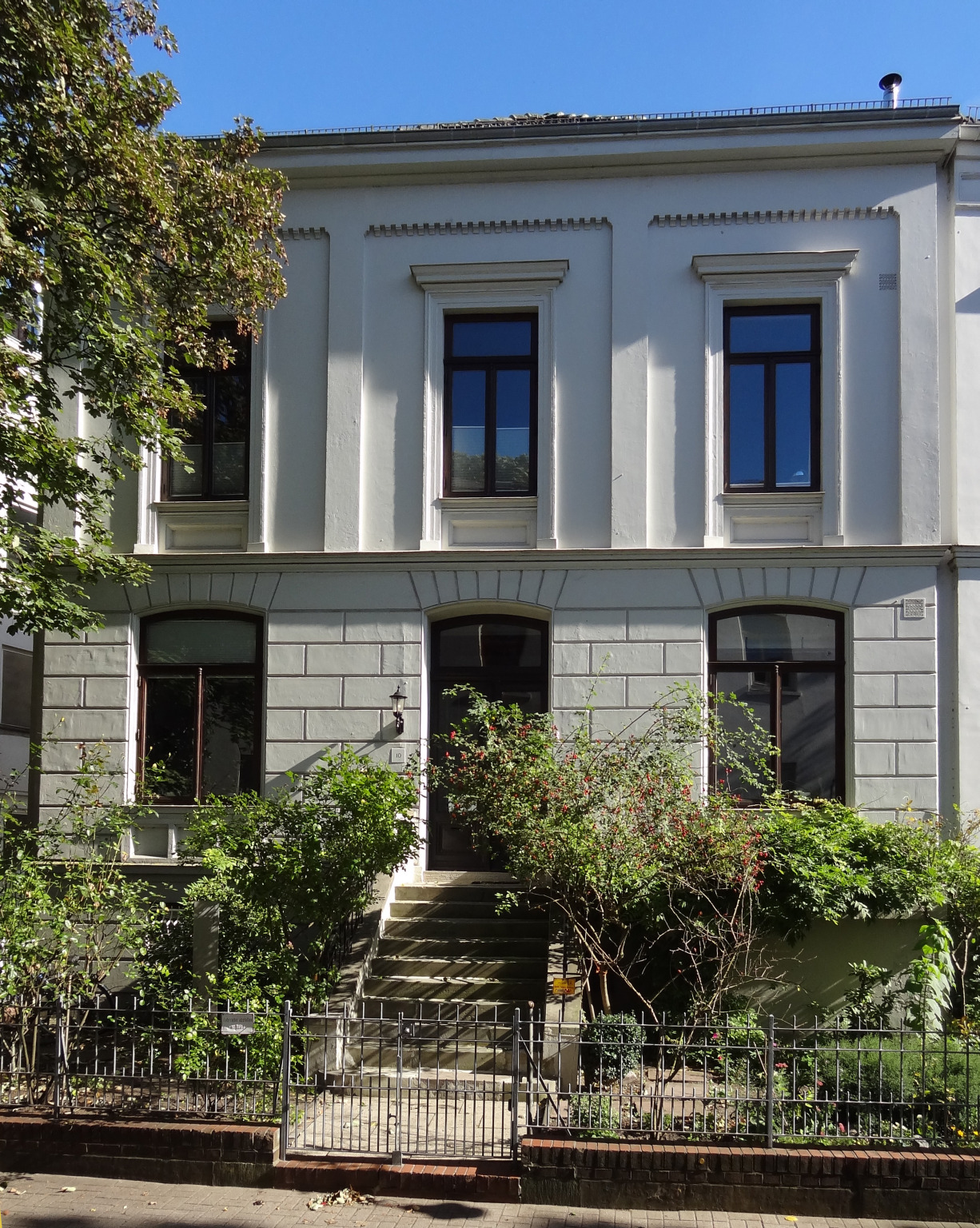
Nr. 10
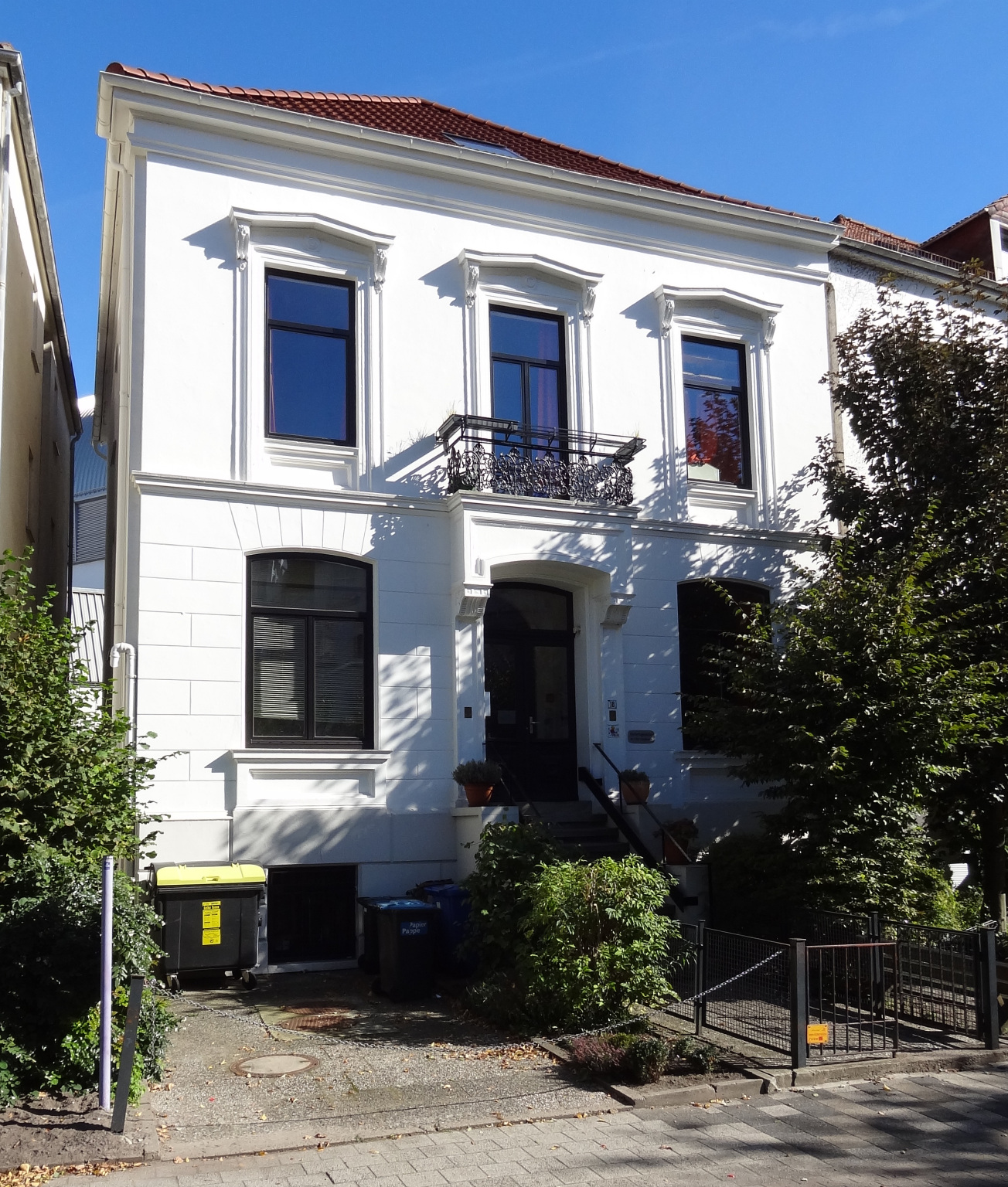
Nr. 18
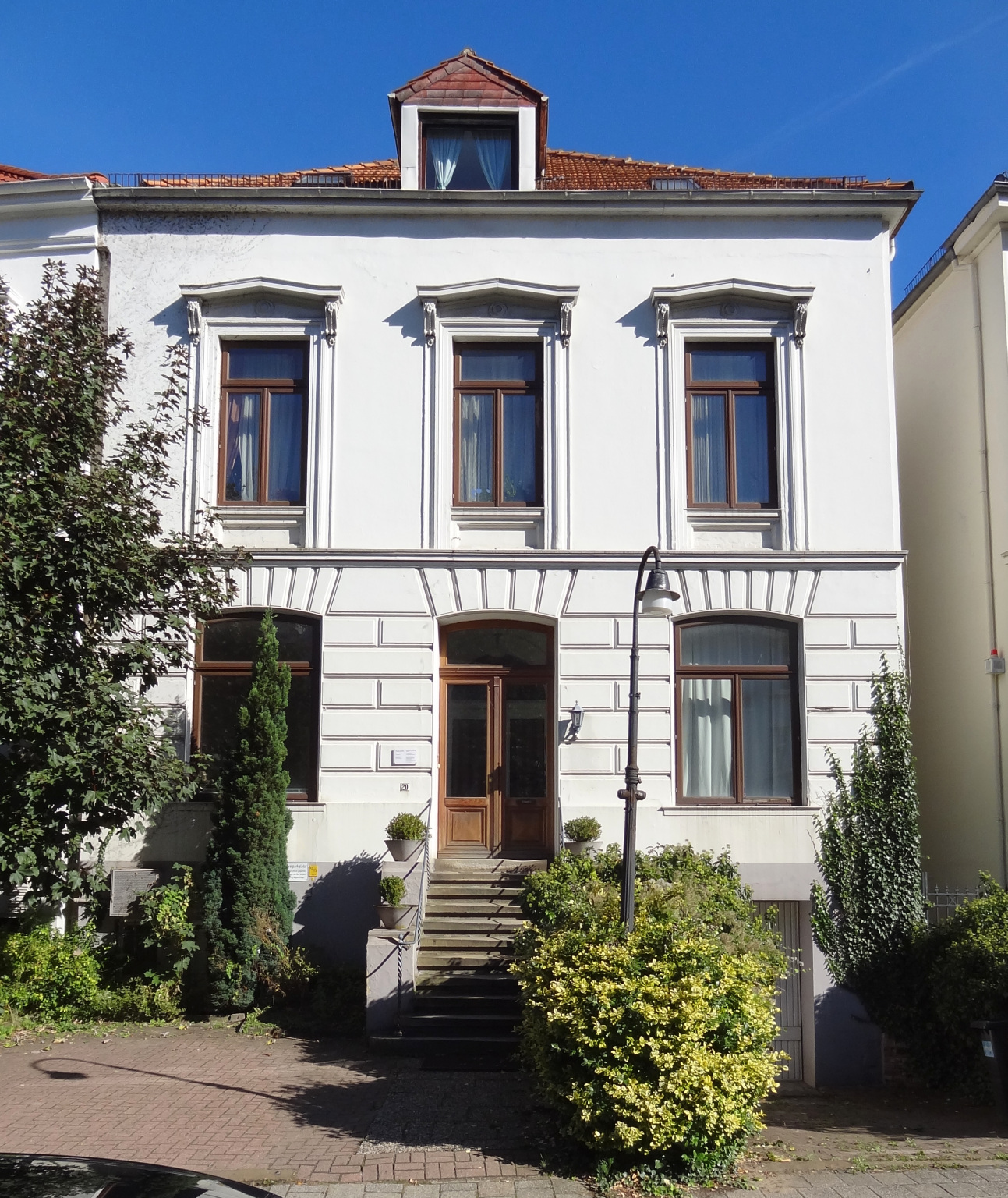
Nr. 20
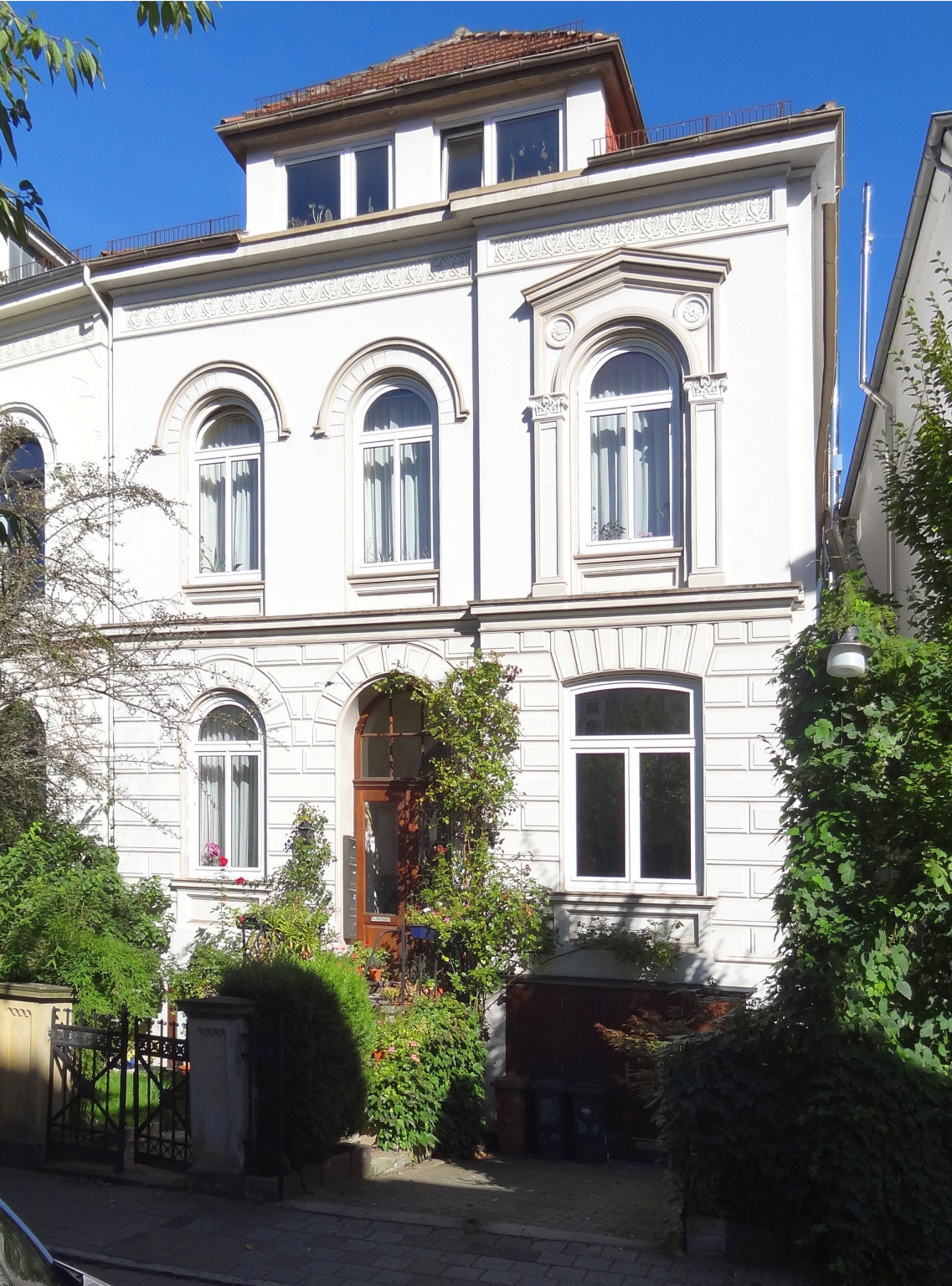
Nr. 24